# 塞河 (伊森河支流)
48°16′27″N 12°08′15″E / 48.274032°N 12.137498°E
塞河（德語：Seebach）是德國巴伐利亞州的河流，位於該國東南部，屬於伊森河的左支流，河道全長5公里，河口處在多爾芬，流經埃爾丁縣。